# Тодоров Ігор Ярославович
І́гор Яросла́вович То́доров (нар. 3 липня 1959, Дмитрієв-Льговський, Курська область, РРСФР) — український науковець, історик, доктор історичних наук, професор кафедри міжнародних студій та суспільних комунікацій Ужгородського національного університету.
Заступник голови Координаційної ради Громадської ліги «Україна-НАТО», член Правління Ініціативного центру сприяння активності та розвитку громадського почину ІСАР «Єднання», член НГО «Наукове товариство історії дипломатії та міжнародних відносин»,член ВНГО Українська асоціація європейських студій, член Донецького відділення Наукового товариства імені Т.Шевченка (2002 р.), засновник і експерт НГО Інститут соціальних досліджень та політичного аналізу, дійсний член (академік) Академії політико-правових наук України.  
Член партії "Європейська солідарність" (з 2019 р.). 
Відмінник освіти України (2001). Нагороджений Грамотою Верховної Ради України (2021).
Наукові інтереси пов'язані з студіюванням міжнародної безпеки, євроатлантичної та європейської інтеграції України.

## З творчої біографії
"Закінчив у 1976 році середню школу № 1 м. Донецька.
У 1981 році з відзнакою закінчив історичний факультет Донецького державного університету і почав трудову діяльність на підготовчому факультеті для іноземних громадян. Працював асистентом, старшим викладачем кафедри суспільних наук підготовчого факультету для іноземних громадян (1981—1989 рр.). У 1981—1983 рр. пройшов дійсну строкову військову службу в Московському воєному окрузі в будівельних військах на посадах сержанта та прапорщика. Після перебування у 1989—1992 рр. в аспірантурі кафедри політичної історії Донецького державного університету захистив у Московському державному університеті ім. М.Ломоносова в червні 1992 р. кандидатську дисертацію на тему "Производственная активность рабочей молодежи на предприятих тяжелой промышленности Украинской ССР в 1976-1985 гг.: историко-политический аспект".
В 1992—2014 рр. працював на історичному факультеті Донецького університету  асистентом, доцентом кафедри нової та новітньої історії, а з 1999 р. — доцентом, професором кафедри міжнародних відносин та зовнішньої політики (з моменту її створення). З вересня 2014 р. до червня 2017 р. в ДонНУ імені Василя Стуса (м. Вінниця) — працював сумісником.
В 1999—2002 рр. був заступником декана історичного факультету ДонНУ з навчально-виховної роботи, в 2002—2005 рр. перебував в докторантурі кафедри новітньої історії України Київського національного університету імені Тараса Шевченка.
7 грудня 2007 року захистив в Донецькому національному університеті дисертацію на здобуття наукового ступеню доктора історичних наук на тему "Європейська і євроатлантична інтеграція України: загальнонаціональний та регіональний виміри (1991-2004 рр.)". 22 грудня 2009 р. атестаційною колегією Міністерства освіти та науки України затверджений професором кафедри міжнародних відносин та зовнішньої політики. 
Як сумісник працював в Київському університеті права (2009-2014 рр.), Донецькому державному університеті управління (2010-2014 рр.) та низці приватних вишів (Донецький інститут підприємництва, Донецький університет економіки та господарського права, Донецький інститут соціальної освіти, Донецький інститут управління тощо).
З початком російської агресії вимушений був виїхати з Донецька.
З вересня 2014 р. — професор кафедри країнознавства, з2016 р. - кафедри міжнародних студій та суспільних комунікацій факультету історії та міжнародних відносин Ужгородського національного університету, з травня 2015 р. — директор навчально-дослідницького Центру міжнародної безпеки та євроатлантичної інтеграції УжНУ, директор Інформаційного центру Європейського Союзу в УжНУ (2015—2019 рр.)
Як запрошений професор, викладав у Варшавському університеті (2013, 2014 рр.), стажувався у Віденському інституті гуманітарних наук (2016 р.). 
Є членом редколегій фахових та закордонних видань: «Стратегічна панорама» (Національний інститут стратегічних досліджень при Президентові України), Вісник Ужгородського національного університету. Серія «Історія» (Ужгород), «Геополітика України: історія і сучасність» (Інститут євроінтеграційних досліджень УжНУ, Ужгород), Міжнародний науковий вісник (Інститут євроінтеграційних досліджень УжНУ, Ужгород), «Історичні і політологічні дослідження» (Донецький національний університет імені Василя Стуса, Вінниця), «Грані історії» (Горлівський інститут іноземних мов, Бахмут), «Економіка і право охорони здоров'я» (Державна установа «Український інститут стратегічних досліджень» Міністерства охорони здоров'я України, Київ), «Європейські студії і право» (Українська асоціація європейських студій, Київ), «Przegląd Strategiczny» (Познанький університет, Познань), «Annales Universitatis Mariae Curie-Skłodowska. Sectio Balcaniensis et Carpathiensis» (Університет імені Марії Складовської-Кюрі, Люблін), «Ekonomic and low paradigm development of the modern society», Банска Бистриця),  Вісник наукового інформаційно-аналітичного центру НАТО Прикарпатського національного університету імені Василя Стефаника, Світ очима молодих Orbis terrarium oculis iuvenibus. (Студентсько-аспірантський збірник з питань міжнародних відносин Прикарпатського національного університету  імені Василя Стефаника).
Керує підготовкою PhD докторантів за спеціальністю 032 — історія та археологія. Під науковим керівництвом захищено 4 кандидатських дисертації.
Голова спеціалізованої вченої ради Д 61.051.04 в Ужгородському національному університеті з правом прийняття до розгляду і проведення захисту дисертацій на здобуття наукового ступеня доктора (кандидата) історичних наук за спеціальностями  07.00.01 «Історія України» та  07.00.02 «Всесвітня історія»  (2017—2019 рр.), член спеціалізованої вченої ради Д 11.051.02 в Донецькому національному університеті з правом прийняття до розгляду і проведення захисту дисертацій на здобуття наукового ступеня доктора (кандидата) історичних наук (2008-2014 рр.), голова та член одноразових спеціалізованих вчених рад на здобуття PhD  (2023, 2024)
Заступник голови експертної групи для проведення оцінювання наукових напрямів закладів вищої освіти під час проведення державної атестації закладів вищої освіти в частині провадження ними наукової (науково-технічної) діяльності за науковим напрямом «Суспільні науки» (2020-2022 рр.).
Член секції 20 «Соціально-історичні науки» Наукової ради Міністерства освіти і науки України (2019-2022 рр.). Гарант освітньої програми "Міжнародні відносини, суспільні комунікації та регіональні студії" (бакалавр) в УжНУ
Кандидидат в депутати Ворошиловської районної ради міста Донецька (1990), кандидат в депутати Ужгородської міської ради та Ужгородської районної ради (2020 р.) 369 співгромадян — мешканців міста та району проголосували за І. Я. Тодорова.

## Особисте життя
Батько — Тодоров Ярослав Ярославович (1935, м. Сталіно — 1991, м. Донецьк), шахтар, вчився в Сталінському індустріальному інституті, закінчив юридичний факультет Ростовського державного університету.
Мати — Іларіонова Клавдія Андріївна (1934, м. Сталіно — 2000, м. Донецьк), інженерка-будівельниця, страхова агентка, закінчила Одеський інженерно-будівельний інститут.
Одружений в 1978 р. Дружина — Тодорова Наталія Юріївна, доцентка кафедри полікультурної освіти та перекладу Ужгородського національного університету, доцентка, кандидатка філологічних наук.
Має двох доньок: Юлія (1981, м. Донецьк), маґістерка міжнародної економіки (закінчила Донецький національний технічний університет, 2004), фахівчиня з бізнес-інформатики (закінчила Університет Отто фон Ґьоріке (Маґдебург, ФРН), працює в EKF diagnostic GmbH (ФРН), Анна (1996, м. Донецьк), бакалавратка міжнародних відносин (закінчила Донецький національний університет імені Василя Стуса (м. Вінниця), 2018), бакалавратка музики (клавір) (закінчила Музичну академії в Касселі, 2023), студентка Музичної академії в Касселі (Musikakademie der Stadt Kassel «Louis Spohr», ФРН) - вокал.

## Наукові праці
Автор 634 наукових та методичних праць, зокрема двох десятків підручників та посібників з історії та права для загальноосвітньої та вищої шкіл.

### Основні друковані праці
1. Основы государства и права /Пособие для абитуриентов, школьников, учителей. — Донецк, ЦПА, 1997. — 226 с. (в спіавторстві).
2. Всемирная история. ХХ век. / Пособие для учащихся ХІ класса общеобразовательной средней школы. — Донецк, ЦПА, 1997. — 487 с.  (в співавторстві).
3. Основи правознавства. Донецьк, БАО, 1997. — 100 с.
4. Зовнішня політика України. Хрестоматія. Частина перша. Правові засади зовнішньої політики. Україна в багатосторонньому співробітництві. — Донецьк. — 2002. — 487 с. ; Частина друга. Двосторонні відносини України. — Донецьк. — 2002. –  552 с.
5. Теорія держави і права: Навч. посібник. — К.: Знання, 2005. — 327 с. (Вища освіта XXI століття). (у співавторстві).
6. Україна на шляху до європейської та євроатлантичної спільноти. Монографія. — Донецьк, 2006. — 268 с.ISBN 966-632-223-2
7. Європейська і євроатлантична інтеграція України: загальнонаціональний та регіональний виміри (1991—2004 рр.) Донецький національний ун-т. — Донецьк, 2007. 575 арк. арк. 466—540
8. Україна і НАТО: органи державної влади, судової та правоохоронної системи як провідні учасники процесу європейської та євроатлантичної інтеграції: монографія. — К.: Четверта хвиля, 2008. — 168 с. (у співавторстві). ISBN 978-966-529-161-9
9. Безпечний світ: навчальний посібник для учнів 10-11 класів / За ред д-ра іст. наук, проф. Крапівіна О. В. — Донецьк: Центр міжнародної безпеки Донецького національного університету, 2008. — 148 с. (у співавторстві).
10. Євроатлантична інтеграція України: навчальний посібник. — Донецьк: Донецький національний університет, 2008. — 212 с. ISBN 978-966-639-350-3
11. Основи демократії. Права людини та їх забезпечення в умовах суспільних змін. Навч. посіб. — 2-ге вид., випр. Рекомендовано МОН — К.: Знання, 2008. — 215 с. (у співавторстві).
12. European and Euroatlantic Integration of Ukraine: need in rebooting // Panorama of global security environment 2009,CENAA, Bratislava 2009, P. 377—386.
13. Право Європейського Союзу: навч. посібник. — К.: Знання, 2010. — 366 с. (у співавторстві).
14. Глобалізація безпеки. Навчальний посібник. Донецьк: Видавництво «Ноулідж». Донецьке відділення, 2011. — 246 с.
15. EU-studies in higher education in Ukraine // Poland in the European Union: Adjustment and Modernization. Lessons for Ukraine (Eds.) Kamil Zajączkowski, Artur Adamczyk . — Warsaw: Centre for Europe at the University of Warsaw, 2011. — Р. 263—276.
16. Європейська соціальна політика і моделі соціального партнерства. — Донецьк: ТОВ «Технопарк», 2011. — 219 с. (у співавторстві)
17. Україна в Європі: контекст міжнародних відносин / За ред.. доктора історичних наук, професора А. І. Кудряченка. — К.: Фенікс, 2011. — 632 с. (у співавторстві)
18. Мала енциклопедія міжнародної безпеки / За заг. ред. Ю. Л. Бошицького та О. В. Потєхіна. — К.: Вид-во Європейського університету, 2012. — 368 с. (у співавторстві)
19. Північноатлантичний альянс: історія, функції, структура, відносини з Україною: Навчальний посібник для студентів вищих навчальних закладів та слухачів магістерської підготовки за напрямом «Державне управління» / Кол. авт.;за заг. ред. проф. Д. І. Дзвінчука. — Івано-Франківськ: Місто НВ, 2012. — 604 с.(у співавторстві)
20. Схід і Південь України: час, простір, соціум. В 2 т. — Том 1: Колективна монографія / Відп. ред. В. А. Смолій. — К.: Інститут історії України, 2014. — 378 с. — (у співавторстві).
21. Integracja euroatlantycka Ukrainy: retrospektywa i perspektywy // NATO-Polska-Ukraina. Partnerstwo dla Pokoju. 20 lat później / Redakcja Dominik Łazarz Daniel Szeligowski.  – Rzeszów, 2014. — 478 s. (у співавторстві).
22. The war in the Ukrainian east: geopolitical sources // System for sociological facilitation of transborder cooperation. Special issue Collection  of scientific papers Geopolitics of Ukraine history and modern times. — 2014. № 2 (13). Р. 275—283. (у співавторстві).
23. Identity in the Context of the Brand "": Myth or Reality National image and identity. Polski Instytut Dyplomacji im. Ignacego Jana Padarewskogo. — Warsaw, 2015.  P. 77-82.
24. Сучасна україно-російська війна: витоки і геополітичний вимір.  Схід. Інформаційно-аналітичний журнал. 2015. — № 3 (135). — С. 74-77.
25. Dumenslunea Securitatii Cooperaril Romano-Ucrainene.  Relatii Romano-Ucrainene. Istorie si contemporaneitate. Румуно-українські відносини: історія і сучасність. Romanian-Ukrainian Relationship. History and Contemporaneity. Coordonator volum: Diana Kinces. Editura Museului Satmarian. Satu Mare, 2015. P. 291—296. (у співавторстві).
26. Внутрішні витоки та зовнішні чинники російської агресії на Донбасі // Російська окупація і деокупація України: історія, сучасні загрози та виклики сьогодення: Матеріали Всеукраїнської науково-практичної конференції (Київ, 2016 р.) / Упор. П. Гай-Нижник. — К.: «МП Леся», 2016. — С. 250—256.
27. Тенденції зовнішньої політики України у 2015 р. // Зовнішня політика України — 2015: стратегічні оцінки, прогнози та пріоритети / за ред. Г. М. Перепелиці. — К. : ВД «Стилос», 2016. –  С. 35-61. (в співаторстві).
28. Руйнація правових засад міжнародної безпеки і реакція з боку ЄС та НАТО // Miedznarodowe konsekwencje konfliktu zbrojnego na Ukrainie Redakcja naukova Tadeusz Kubaczyk, Slawomir Piotrowski, Marek Zyla. Warszawa, Akademia Obrony Narodowej, 2016. — С. 200—213. (в співаторстві).
29. Діяльність консульських установ в Донецьку (2002—2014 рр.) // Зовнішні справи. — 2017. — № 11. — С. 35-38.
30. Історія, що об'єднає. Нариси новітнього транскордонного співробітництва у Карпатському регіоні. Монографія. За заг. Ред.. С. І. Устича. — Ужгород: ДВНЗ «УжНУ», 2017. — 456 с. (в співавторстві).
31. Внутренние и внешние факторы российской агрессии в Украину (2014—2015 гг.) Internal and external factors of Russian aggression towards Ukraine (2014—2015) // Kryzys ukrainski.  Katolicki Uniwersytet Lubelski Jana Pawła II, — Lublin, 2017. — C. 123—142.
32. Взаємини України, Польщі та Німеччини: геополітичний та безпековий виміри // Lublin, Wschodni Rocznik Humanistyczny. Tom XIV (2017). — № 4. — C.  43-56.
33. Емпіричне соціологічне дослідження транскордонного співробітницта у Карпатському регіоні. Монографія. За заг. ред. С.Устича. — Ужгород, 2018. — 286 с. (у співавторстві).
34. Ethical aspects of the European Union's foreign policy (1999—2014) in the contemporary academic discourse  // Схід. — 2018. — № 4 (156). — С. 74-78. (у співавторстві).
35. Взаємодія Румунії з НАТО в контексті російської агресії в Україні. Lucrarile Simpozionului International. Relatii Romano-ucrainene. Istorie si contemporaneitate. Romanian-Ukrainian relations. History and contemporaneity. Tasnad, 26-28 octombrie 2017. Editory Irina Liuba Horvat. Anastasia Vehesh. Satu Mare: Editura Muzeului Satmarean — Cluj Napoca: Editura Econ Transilvan, 2018. S. 305—314.
36. Внутрішні і зовнішні виміри російської агресії //Актуальні проблеми політичної науки. Випуск четвертий. Ужгород, 2018. — С. 125—144.
37. Зовнішня політика та міжнародне становище України за часів Президента Петра Порошенка очима експертів. // Зовнішні справи. — 2019. — № 2-3, С. 12-18; № 4-5, С. 11-18. (у співавторстві).
38. Security dimension of cross-border cooperation in Central and Eastern Europe // Proceedings of the 6-th International Conference «Regional Sustainable Development through Competitiveness, Innovationand Human Capital» : 6-9 November 2019, Carei, Romania / coord.: Olimpia Neagu. — Cluj-Napoca: Risoprint, 2019 Conţine bibliografie ISBN 978-973-53-2427-8 I. Neagu, Olimpia (coord.). — Р. 171—191. (У співавторстві)
39. Russia's Aggression against Ukraine: a Challenge to Democratic Values // Kobe Gakuin Economic Papers. 2019 Vol. 51. — No 3. — P. 13-27. (Японія). (У співавторстві)
40. Конституційне закріплення євроатлантичного покликаня України // Українське державотворення. — 2020. — № 3. — С. 21-25.
41. Pareneriaatul strategic ukraineano-roman in contextual agresiunii rusesti. Ukrainian-Romanian Strategic Partnership against the Backdrop of Russian // Lucrarile Simpozionului International. Relatii Romano-ucrainene. Istorie si contemporaneitate. Romanian-Ukrainian relations. History and contemporaneity. Satu Mare, 8-9 martie 2019. Editory Irina Liuba Horvat. Anastasia Vehesh. Satu Mare: Editura Muzeului Satmarean — Bucuresti: Editura RCR Editorial, 2019. S. 259—269.
42. Російська агресія в Україну: дипломатичний вимір // Bildung, Sozialarbeit, öffentliche Verwaltung und regionale Entwicklung. Verfahren der wissenschaftlich Arbeiten Zborník vedeckých príspevkov. Editors: Holonič Ján, Nowak Barbara, Palinchak Mykola — Krakow, 2020. — S. 305—323. (У співавторстві)
43. Українсько-угорські відносини у вимірі євроатлантичних прагнень України // Україна дипломатична. Науковий щорічник. Випуск ХХІ. Головні редактори А.Денисенко, В.Власенко. –К. Генеральна дирекція з обслуговування іноземних представництв, 2020. — С. 645—657.
44. Дипломатические отношения Украины с РФ в условиях российской агрессии (2014-2019 гг.) . Diplomatic relations of Ukraine with the Russian Federation in the conditions of Russian aggression (2014-2019)  // Украина между двух миров: ожидания и реалии (2013-2020) Ukraine between two worlds: expectations and reality (2013-2020). Коллективная монография Научная редакция Томаш Стемпневски Юрий Федорик Анджей Шабацюк. Collective monograph Edited by Tomasz Stępniewski Yuriy Fedoryk Andrzej Szabaciuk. Lublin 2020 Институт Центральной Европы в Люблине Католический люблинский университет Иоанна Павла ІІ . –С. 25-50.
45. Російська агресія і безпека в Центральносхідній Європі: цінносний вимір. // Sojusz polsko-ukraiński 1920 roku Refleksje nad przeszłością – myśli o przyszłości. Praca zbiorowa pod redakcją Jana Matkowskiego i Stanisława Stępnia. Fundacja Wolność i Demokracja Warszawa 2020. Польсько-український союз 1920 року Рефлексії над минулим — думки про майбутнє Колективна монографія під редакцією Івана Матковського і Станіслава Стемпєня Фонд «Свобода і Демократія» Варшава 2020. – С. 161-169.
46. Controlled Chaos Management as a Tool of Destroying the Legitimacy of Public Governance Institutions in Ukraine // 37th IBIMA Conference on 1-2 April 2021 Cordoba, Spain. Conference proceedings. Editor Khalid S. Soliman. Cordoba, 2021. -  Р. 3839-3849. (у співаторстві). Web of Science.
47. Managing sustainability of national security: Implications for Ukraine.// International Interdisciplinary Scientific Conference "Digitalization and Sustainability for Development Management: Economic, Social, and Ecological Aspects," on September 11-12, 2021, in London, UK. Conference proceedings. London, 2021. - 15 p. (у співавторстві). Web of Science.
48. Складний шлях ло Альянсу // Україна до НАТО. – 2021. - № 10. Жовтень. - С. 40-44.
49. The impact of the Russian aggression escalation on security in the Carpathian region // Аналітичний огляд наукових публікацій, що висвітлюють результати досліджень учасників проєкту «Транскарпатський центр Жана Моне з дослідження європейських стратегій розвитку», підготовлено англійською мовою з метою якомога кращого поширення і використання напрацювань команди проєкту. – Ужгород, 2021. – С. 81-96.
50. Від турбулентності до стабільності. Україна-НАТО: «гойдалки партнерства» у 2005-2020 роках// Україна до НАТО. – 2021. - № 11. Листопад. - С. 14-21.
51. Посольство України в Угорщині в протидії російській агресії // Україна дипломатична. Науковий щорічник. Випуск  ХХІІ. Головні редактори А.Денисенко, В.Власенко. –К. Генеральна дирекція з обслуговування іноземних представництв, 2021. - С. 803-818.
52. Безпековий вимір міжнародних відносин в Східній та Центральній Європі в контексті російської агресії // Політичне життя. Донецький університет імені Василя Стуса. Вінниця. 2022. - № 1. - С. 138-144.
53. Безальтернативність НАТО для України // Україна до НАТО. – 2022. - № 4. Квітень. - С. 6-10.
54. Європейська та євроатлантична інтеграція України:  стан і перспективи реалізації (2014-2022 рр.). Колективна монографія. – Ужгород, УжНУ, 2022. – 284 с.
55. Євроатлантична інтеграція України. Історія та сучасність. Навчальний посібник – Ужгород: УжНУ, 2022 - 391 с.
56. Mental, historical and geopolitical background of differences between Ukraine and Russia // Journal of Geography, Politics and Society. 2022. # 12 (S1). – P. 44-51.
57. Європейські стратегії розвитку: досвід для України. Монографія (українською та англійською мовами). Ужгород, УжНУ, 2023. – 284 с.
58. Незворотність кенселінгу – вимога часу // Національна пам’ять (на вшанування жертв тоталітаризму): збірник наукових праць / Упорядник і науковий редактор Гірна Н.М. – Львів: Друкарня ЛНМУ імені Данила Галицького, 2023. – С. 116-119.
59. Непростий шлях до НАТО // Україна до НАТО. – 2022. - № 11-12. Листопад-Грудень. - С. 18-21.
60. ООН у протидії російській агресії в Україні // Геополітика України: історія і сучасність: збірник наукових праць. Вип. 1 (30). Ред. кол.: Газуда Л.М. (голова) та ін. – Ужгород: ДВНЗ «УжНУ», 2023. – С. 32-43.
61. Ukraine – NATO: current state of relations and prospects // International Scientific Herald. Issue 1-2 (27-28) Materials of the international scientific and practical internet conference «European development strategies: experience for Ukraine» (Uzhhorod, May 31, 2023). – P. 10-20.
62. Російська агресія і перспективи членства України в НАТО // Розумовські зустрічі: збірник наукових праць / Сіверський центр післядипломної освіти; Сіверський інститут регіональних досліджень. – Чернігів: Сіверський центр післядипломної освіти, 2023. Вип. 10. С. 86-95.
63. Міжнародний вимір війни Росії проти України. Рецензія на книгу: Степан Віднянський, Андрій Мартинов. Російсько-українська війна та міжнародне співтовариство: монографія. К.: Інститут історії України НАН України, 2023. – С. 287-298.
64. Опірність України в контексті євроатлантичної інтеграції // Геополітика України: історія і сучасність: збірник наукових праць. Вип. 2 (31). Ред. кол.: Газуда Л.М. (голова) та ін. – Ужгород: ДВНЗ «УжНУ», 2023. – С. 25-37.
65. Реакція світу на російську агресію [Рец. на кн.: Віднянський Степан, Мартинов Андрій. Російсько-українська війна та міжнародне співтовариство: монографія. Київ: Інститут історії України НАН України, 2023. 264 с.] . .// Український історичний журнал. 2024. № 1 (574) С. 214 -219.
66. Міжнародна та регіональна безпека: навчальний посібник / О.В. Потєхін, Ю.А. Клименко, І.Я. Тодоров, В.І. Андрейко. Ужгород: Вид-во УжНУ «Говерла», 2024. 312 с.
67. Безпекові гарантії для України: очікування та реальність // Геополітика України: історія і сучасність: збірник наукових праць. Вип. 1 (32). / ред. кол.: О. М. Руденко (гол. ред.) та ін. Ужгород: ДВНЗ «УжНУ», 2024. - С. 19-32.
68. Рашизм – загроза людству // Науковий вісник Ужгородського університету. Серія: Історія / М-во освіти і науки України; Держ. вищ. навч. заклад «Ужгород. нац. ун-т», Ф-т історії та міжнародних відносин; [Редкол.: Ю. В. Данилець (головний редактор) та ін.]. Ужгород: Вид-во УжНУ «Говерла», 2024. Вип. 1 (50). – С. 157-159.
69. Політико-правовий вимір перспектив запрошення України до НАТО // Добрий Пастир: науковий вісник Івано-Франківської академії Івана Золотоустого. Богослов’я. Філософія. Історія / Гол.ред. Р.А.Горбань. Випуск 19. Частина 2. Івано-Франківськ : ІФА, 2024. 288c. С. 222-230.
70. Рецензія на книгу: Потєхін О., Клименко Ю. Геополітика проти безпеки: союзницьке стримування агресії в Європі ХХ — початку ХХІ ст. Київ: ДУХ I ЛIТЕРА, 2023. 552 с. // Міжнародні зв’язки України: наукові пошуки і знахідки. Вип. 33: міжвідомчий збірник наукових праць. Головний редактор Степан Віднянський. Київ: Ін-т історії України НАН України, 2024. - C. 397-403.
71. План перемоги Зеленського: перші рефлексії // Геополітика України: історія і сучасність: збірник наукових праць. Вип. 2 (33). / ред. кол.: О. М. Руденко (гол. ред.) та ін. Ужгород: ДВНЗ «УжНУ», 2024. - С. 39-48.

## Нагороди та відзнаки
- подяка Міністерства закордонних справ України (2007);
- подяка Донецької обласної ради (2011);
- медаль«Патріот України» від Благодійного Фонду «Український Морський Хрест» (2013);
- грамота Ужгородської міської ради (2016);
- грамота Закарпатської обласної ради (2019);
- грамота Верховної Ради України (2021).